# Чиджин
Чиджин (кор. 소지, 炤知, Soji, Soji; 437–514) — корейський правитель, двадцять другий володар (ван) держави Сілла періоду Трьох держав. Провів адміністративну, правову, економічні та військові реформи.

## Життєпис
Походив з династії Кім. Був сином кальмінвана Сиппо, онука маріпкана Немуля, та Чосен Буїн (дочки маріпкана Нольджи). Батьки були стриєчним братом і сестрою. Народився близько 437 року, отримавши ім'я Чідеро.
500 року після смерті свого троюрідного брата — маріпкана Соджи, успадкував трон Сілли. Продовжив політику зміцнення монархії та централізації держави. Насамперед прагнув спертися на заможних селян і городян, обмежити вплив знаті. Вжив низку заходів до заохочення оранки на биках, будівництва суден для перевезення товарів. 502 року заборонив вбивства рабів після смерті свого господаря. Впроваджував китайську систему бюрократії. 504 року було проведено реформу церемоніального одягу.
Водночас проводив політику переселення корінного сілланського населення на околиці країни, що сприяло утворенню однорідності етнічного населення держави.
503 року прийняв титул вана та остаточно закріпив за державою офіційну назву «Сілла». 505 року провів адміністративну реформу, поділивши країну на області (чу), округи (кун) і повіти (хен). Також було утворено столичну область Сілджик на чолі із кунджу. Впроваджено термін мала столиця (согьон). Окрім того, завершено демаркацію кордонів. Тоді ж закріпилася традиція надавати володарям після смерті посмертні храмові імена (сіхо).
509 року наказав відкрити в столиці, Кьонджу, новий ринок. Багато уваги приділяв посиленню морського флоту. 512 року після запеклої боротьби було підкорено племінний союз Усангук на островах Уллиндо в Японському морі.
Помер Чиджин 514 року. Йому спадкував син Попхин.